# 绵毛丛菔
绵毛丛菔（学名：Solms-laubachia lanata）为十字花科丛菔属下的一个种。

## 扩展阅读
- 維基物種上的相關：绵毛丛菔